# Verbandsgemeinde Hunsrück-Mittelrhein

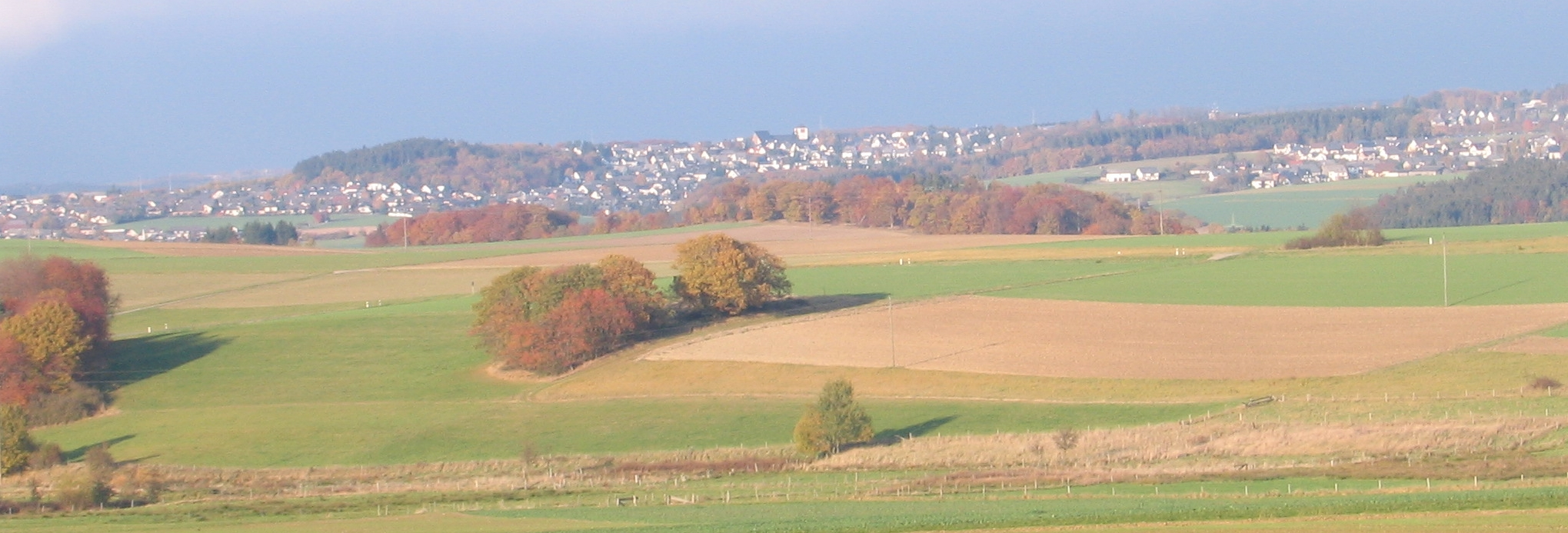
Emmelshausen im Hunsrück

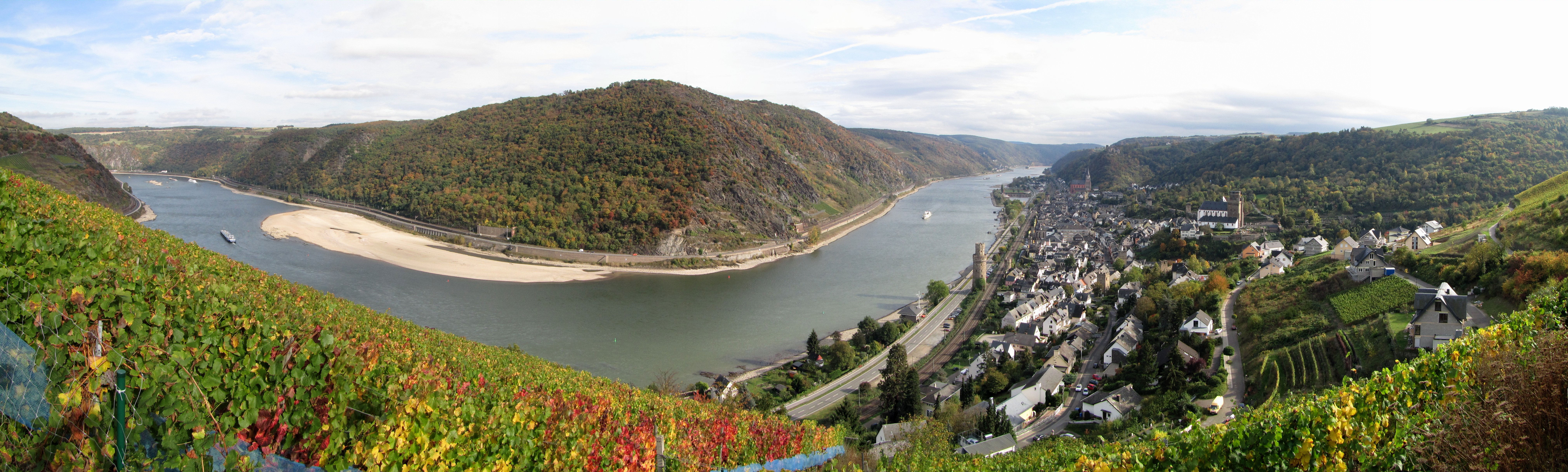
Das Mittelrheintal bei Oberwesel

Die Verbandsgemeinde Hunsrück-Mittelrhein entstand zum 1. Januar 2020 aus der freiwilligen Fusion der rheinland-pfälzischen Verbandsgemeinden Emmelshausen und St. Goar-Oberwesel im Rhein-Hunsrück-Kreis.
Verwaltungssitz ist die Stadt Emmelshausen, ein weiterer Verwaltungssitz ist in der Stadt Oberwesel.
Insgesamt 33 Ortsgemeinden gehören zu der neuen Verbandsgemeinde, darunter die drei Städte Emmelshausen, Oberwesel und St. Goar.

## Geografie
Das Gebiet der Verbandsgemeinde liegt im nordöstlichen Hunsrück und am westlichen Mittelrhein.

## Verbandsangehörige Gemeinden
| Ortsgemeinde, Stadt        | Fläche (km²) | Einwohner |
| -------------------------- | ------------ | --------- |
| Badenhard                  | 3,00         | 157       |
| Beulich                    | 13,28        | 487       |
| Bickenbach                 | 6,39         | 363       |
| Birkheim                   | 2,30         | 137       |
| Damscheid                  | 15,10        | 663       |
| Dörth                      | 5,15         | 554       |
| Emmelshausen, Stadt        | 7,91         | 4.980     |
| Gondershausen              | 13,45        | 1.315     |
| Halsenbach                 | 10,04        | 1.273     |
| Hausbay                    | 3,24         | 241       |
| Hungenroth                 | 6,02         | 273       |
| Karbach                    | 4,98         | 639       |
| Kratzenburg                | 7,15         | 406       |
| Laudert                    | 6,17         | 470       |
| Leiningen                  | 5,75         | 702       |
| Lingerhahn                 | 6,01         | 529       |
| Maisborn                   | 1,47         | 139       |
| Mermuth                    | 4,92         | 236       |
| Morshausen                 | 7,56         | 328       |
| Mühlpfad                   | 1,39         | 64        |
| Ney                        | 5,60         | 379       |
| Niederburg                 | 6,78         | 656       |
| Niedert                    | 2,21         | 119       |
| Norath                     | 3,30         | 492       |
| Oberwesel, Stadt           | 18,08        | 2.939     |
| Perscheid                  | 18,51        | 317       |
| Pfalzfeld                  | 5,27         | 616       |
| Sankt Goar, Stadt          | 22,93        | 2.847     |
| Schwall                    | 1,77         | 328       |
| Thörlingen                 | 2,24         | 138       |
| Urbar                      | 3,55         | 681       |
| Utzenhain                  | 4,47         | 109       |
| Wiebelsheim                | 7,32         | 604       |
| Verbandsgemeinde insgesamt | 233,47       | 24.181    |

(Einwohner am 31. Dezember 2024)

## Einwohnerentwicklung
| Verbandsgemeinde Hunsrück-Mittelrhein: Einwohnerzahlen von 2012 bis 2024                                                           | Verbandsgemeinde Hunsrück-Mittelrhein: Einwohnerzahlen von 2012 bis 2024 | Verbandsgemeinde Hunsrück-Mittelrhein: Einwohnerzahlen von 2012 bis 2024 | Verbandsgemeinde Hunsrück-Mittelrhein: Einwohnerzahlen von 2012 bis 2024 | Verbandsgemeinde Hunsrück-Mittelrhein: Einwohnerzahlen von 2012 bis 2024 |
| --- | ------------------------------------------------------------------------ | ------------------------------------------------------------------------ | ------------------------------------------------------------------------ | ------------------------------------------------------------------------ |
| Jahr |                                                                          |                                                                          |                                                                          | Einwohner                                                                |
| 2012 | 2012                                                                     |                                                                          | 23.568                                                                   | 23.568                                                                   |
| 2015 | 2015                                                                     |                                                                          | 23.384                                                                   | 23.384                                                                   |
| 2020 | 2020                                                                     |                                                                          | 23.752                                                                   | 23.752                                                                   |
| 2024 | 2024                                                                     |                                                                          | 24.181                                                                   | 24.181                                                                   |
| Quelle(n): statistik.rlp.de Anmerkung(en): Die Entwicklung der Einwohnerzahl, bezogen auf das heutige Gebiet der Verbandsgemeinde. |                                                                          |                                                                          |                                                                          |                                                                          |

## Politik

### Verbandsgemeinderat
Der Verbandsgemeinderat Hunsrück-Mittelrhein besteht aus 36 gewählten ehrenamtlichen Ratsmitgliedern, die bei der Kommunalwahl am 9. Juni 2024 in einer personalisierten Verhältniswahl gewählt wurden, vorab zur Neugliederung, und dem hauptamtlichen Bürgermeister als Vorsitzendem.
Die Sitzverteilung im Verbandsgemeinderat:
| Wahl | SPD | CDU | GRÜNE | FDP | LINKE | FWG | Gesamt   |
| ---- | --- | --- | ----- | --- | ----- | --- | -------- |
| 2024 | 6   | 16  | 4     | 2   | –     | 8   | 36 Sitze |
| 2019 | 7   | 16  | 4     | 3   | 1     | 5   | 36 Sitze |

- FWG = Freie Wählergruppe Hunsrück-Mittelrhein e. V

### Bürgermeister
Peter Unkel (parteilos), zuvor Bürgermeister der Verbandsgemeinde Emmelshausen, wurde am 1. Januar 2020 der erste hauptamtliche Bürgermeister der neuen Verbandsgemeinde Hunsrück-Mittelrhein. Bei der Direktwahl am 26. Mai 2019 war er mit einem Stimmenanteil von 89,54 % für dieses Amt gewählt worden.

### Wappen
Blasonierung: „Gespalten, vorne durch silbernen Wellenbalken geteilt von Rot über Grün, in Rot eine silberne  Burg  aus  einem  mittigen  hohen  Turm  und  zwei  niedrigeren  flankierenden Türmen, die durch eine Wehrmauer verbunden sind, in Grün eine silberne Weintraube, hinten  Silber,  geteilt  durch  grünen  Wellenschnitt,  darüber  ein  Laub- und  zwei flankierende  Nadelbäume  im  Dreipass  (1:2),  darunter  ein  rotes  Kreuz,  Schildbord gespalten von Silber und Grün.“
Wappenbegründung: Das Wappen nimmt Bezug oben rechts auf die einmalige Burgenlandschaft im Welterbe Oberes Mittelrheintal mit Rheinstrom, oben links auf die typische Hügellandschaft des Hunsrücks, unten rechts auf den traditionellen Weinanbau am Mittelrhein und unten links zum Kurfürstentum Trier.